# Rania El-Kilali
Rania El-Kilali (10 de marzo de 1990) es una deportista marroquí que compitió en judo. Ganó siete medallas en el Campeonato Africano de Judo entre los años 2009 y 2012.

## Palmarés internacional
| Campeonato Africano | Campeonato Africano     | Campeonato Africano | Campeonato Africano |
| Año                 | Lugar                   | Medalla             | Categoría           |
| ------------------- | ----------------------- | ------------------- | ------------------- |
| 2009                | Puerto Louis (Mauricio) | Medalla de bronce   | +78 kg              |
| 2010                | Yaundé ( Camerún)       | Medalla de plata    | +78 kg              |
| 2010                | Yaundé ( Camerún)       | Medalla de plata    | Abierta             |
| 2011                | Dakar (Senegal)         | Medalla de plata    | +78 kg              |
| 2011                | Dakar (Senegal)         | Medalla de plata    | Abierta             |
| 2012                | Agadir (Marruecos)      | Medalla de oro      | Abierta             |
| 2012                | Agadir (Marruecos)      | Medalla de bronce   | +78 kg              |